# Himna kosovskih junaka
Himna kosovskih junaka (srb. Химна косовских јунака lub Христе Боже, Hriste Bože) – serbska pieśń patriotyczna opowiadająca o bitwie na Kosowym Polu w 1389. Jest jednym z najczęściej wykonywanych utworów na uroczystościach państwowych i narodowych w Serbii.
Oryginalny tekst jest autorstwa poety Ljubomira Simovicia. Słowa mówią o żołnierzach, którzy idą walczyć nie po zwycięstwo, lecz po śmierć. Muzykę skomponował Dragan Mijačević Dadula z Inđiji. Według niektórych źródeł autorem tekstu był pisarz i polityk, Vuk Drašković. Pieśń została spopularyzowana w społeczeństwie za sprawą filmu Bitwa na Kosowym Polu wyreżyserowanego przez Zdravko Šotrę w 1989. Interpretowana jest jako pieśń ludowa, co nie jest zgodne z prawdą (Simović jest akademikiem). Istnieje kilka jej wersji, np. hardrockowa, zespołu 357.
Na początku lat 90. Jednostka Operacji Specjalnych Armii Serbskiej przyjęła pieśń jako swój hymn. Potem podobnie uczyniły inne jednostki wojskowe i policyjne w kraju.